# Ostyepka
Az ostyepka vagy más néven csiptetett sajt (ritkán: ostyipek, lengyelül: oscypek, szlovákul: oštiepok) a Tátrában élő lengyel gorálok sajtja. Tojásdad, illetve orsó alakú sajtféleség, melyet a középvonalánál minta és felírat (a készítés helye stb.), a két végénél pedig „csillag” díszít. Kemény, száraz konzisztenciájú, füstölt, sós ízű. Hosszú ideig eltartható. Különösen tésztára reszelve fogyasztják, vagy karikára vágva és zsírban, illetve parázson sütve, esetenként áfonyalekvárral ízesítve.
A bacsók, azaz a juhászattal foglalkozó férfiak készítik. Számos európai országban a tradicionális ünnepi asztalok finomsága. Hasonló sajtot készítenek a szlovák Tátrában is, azonban az oštiepok az alapanyagok, a gyártási folyamat és a termékjellemzők tekintetében különbözik az ostyepkától. Az ostyepka legalább 60% mértékben juhtejből készül. Mérete 17–23 cm közötti és 600-800 gramm súlyú. Csak áprilistól október elejéig készíthető, amikor a juhok friss hegyi fűvel táplálhatók.
A Tátrában a sajtgyártás a 15. századra nyúlik vissza, 1416-ban említik először az Ochotnica faluval kapcsolatos oklevélben. Az első receptet 1748-ban jelentették meg Żywiecben.
2008-tól az Európai Unióban az oscypek név oltalom alatt álló megnevezés.

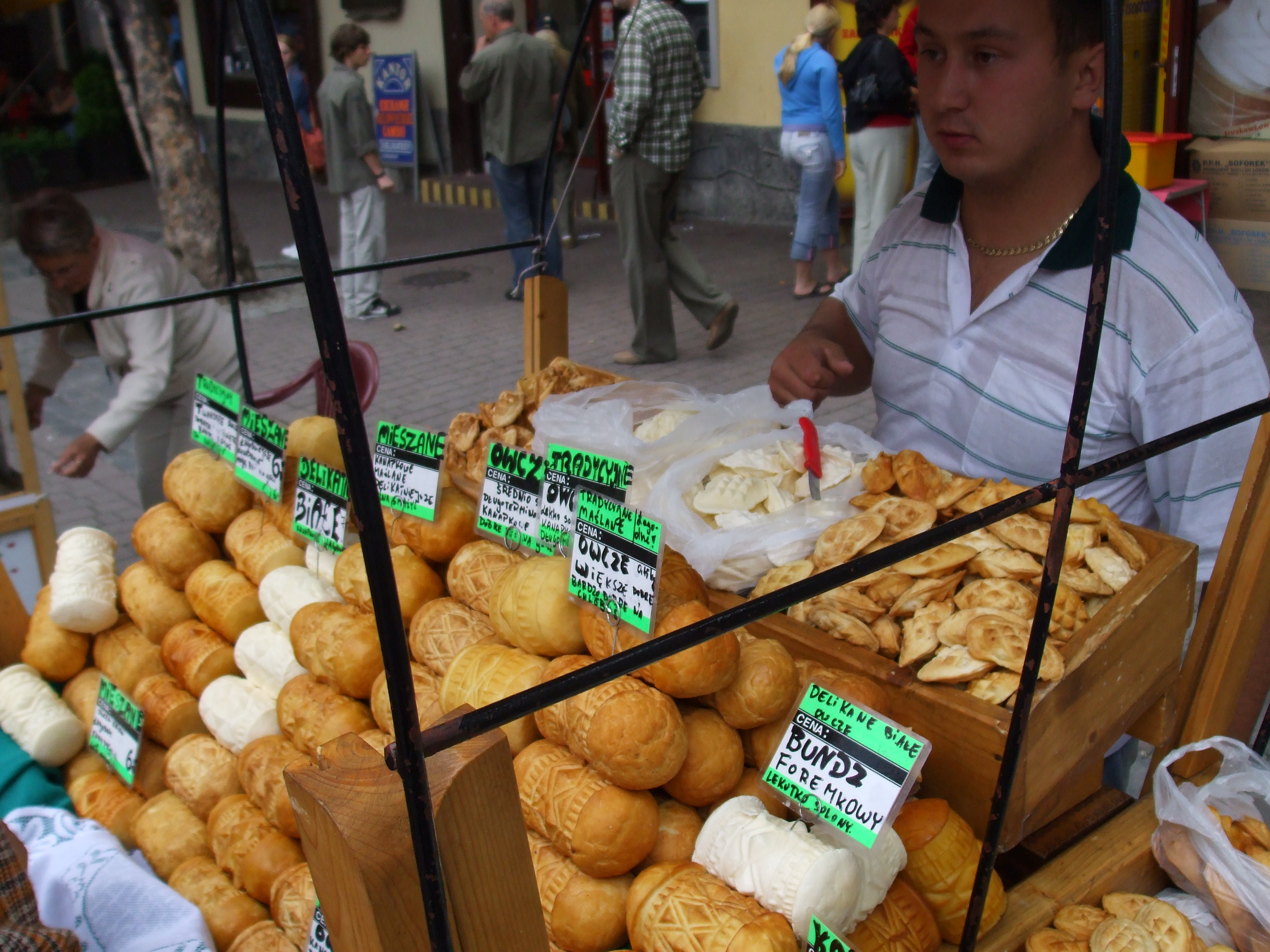
Oscypek az utcán

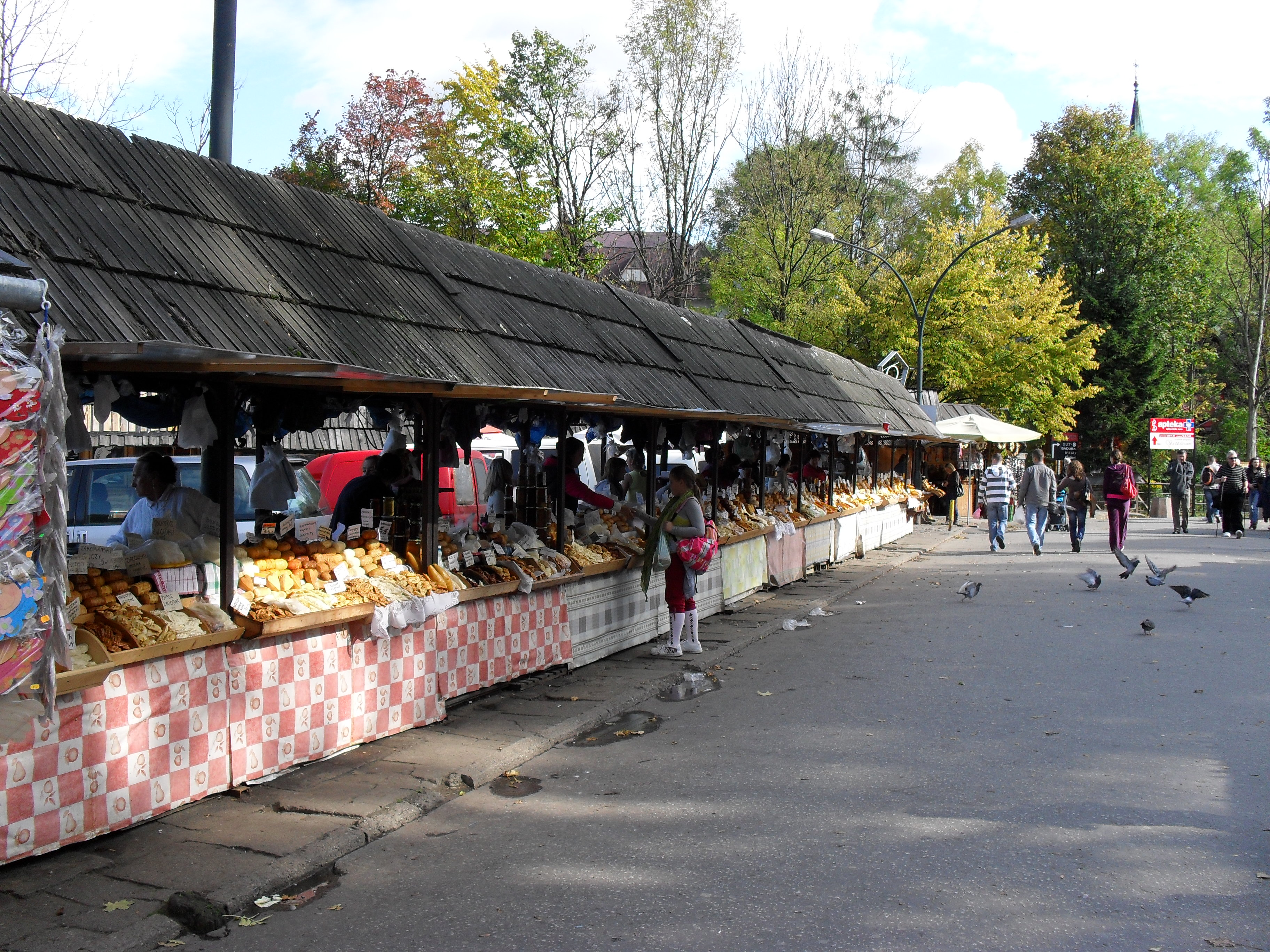
Oscypek a zakopanei piacon

## Hagyományos készítési módja
A hagyományos, kézzel történő készítés munkamenete:
- Nyersanyagok – Az ostyepka friss, tiszta juhtejből készül, melyet fejés után azonnal szűrnek és feldolgoznak.
- Oltás és alvadás – Az oltás 32 C fokon történik annyi oltóval, hogy a juhtej 25-30 perc alatt megalvadjon. Oltóként házi- vagy műoltó szereket használnak.
- Darabolás – Az alvadékot sajtkarddal vágják fel. A műveletet lassan, óvatosan végzik, hogy zsír ne menjen át a savóba. Utána néhány perces pihentetés következik.
- Ülepítés – A felaprított alvadékot tenyérrel az edény alján összetömörítik, majd újabb néhány perces pihentetés következik, miközben a savót lemerik.
- Darálás és mérés – Az alvadékot ledarálják, majd mérőedény segítségével azonos mennyiségű anyagot mérnek ki belőle. A mérőből kivett alvadékot néhány percen át 32 C fokos savóban pihentetik.
- Savótlanítás – A savót az alvadékból óvatosan, lassan, kézzel nyomják ki. Kinyomkodás után a sajtot 3-4 perces, 55-60 C fokos meleg vizes fürdőbe rakják. A műveletsort (nyomkodás és fürdő) háromszor-négyszer, de szükség szerint többször is megismétlik.
- Formázás – A formázás két féldarabból álló, gyűrűvel összefogható, lyukas faforma segítségével történik. A faformába helyezés után néhányszor még erősen kinyomkodják a sajtot, miközben újra egy-két perces, 55-60 C fokos meleg vizes fürdőbe helyezik, hogy a savótlanítás minél tökéletesebben megvalósuljon. Ezt követően a tetszetősebb alak elérése érdekében a sajt faformából kiálló két végébe dugót nyomnak és a faformából kivett sajtot továbbformázzák kézzel, hogy elnyerje végső alakját.
- Páclében áztatás – Az elkészült sajtot 24 órán keresztül 9%-os sóoldatban áztatják, ami a sajt tartósításához és ízének kialakulásához is szükséges.
- Füstölés – A füstölés négy napig tart. Füstölésre a nagyobb területen eloszló, gyenge füst alkalmas, ezért füstölőházakat (kalibákat) használnak. A kémény vagy más húsfüstölésre használt füstölők nem alkalmasak ostyepka készítésére. A sajtokat nádból készült kantárokon akasztják fel a füstölőben.

Füstölés után a sajt azonnal fogyasztható, értékesíthető.
A készítés legkényesebb és legtöbb gyakorlatot igénylő művelete a savótlanítás, mivel ha nyomkodáskor a sajtmassza megreped, akkor füstöléskor a sajt is meg fog repedni. A másik kényes művelet a füstölés, mert ezt a fajta sajtot nem szabad túlfüstölni.
A szárazanyag- és zsírtartalom, valamint a laktáció (szoptatás) időpontjának függvényében 1 kg ostyepka készítéséhez 6-9 liter juhtej szükséges, ha a fenti módon készül.

## Földrajzi eredetvédelem
Ostyepkát, mely 2007 óta európai védelem alatt áll, a következő lengyel területeken lehet előállítani:
- Sziléziai vajdaság - Cieszyński megyében Istebna, valamint Żywiec megyében Milówka, Węgierska Górka, Rajcza, Jeleśnia, Koszarawa és Ujsoły községek
- Kis-lengyelországi vajdaság - Nowotarski megye, Tatrzański megye, Suski megyében Zawoja és Bystra-Sidzina, továbbá Limanowski megyében Niedźwiedź és Kamienica (Mszana Dolna, Raba Niżna, Olszówka, Lu bomierz, Łostówka és Łętowe), valamint Nowosądecki megyében Piwniczna, Muszyna és Krynica-Zdrój községek.

## Magyarországi története
A 19. században a Pestre fát szállító liptói tutajosok kereskedtek vele, akik a Vág menti tanyákról és havasi pásztorkunyhókból összegyűjtötték az olvasztott vajat, a liptói túrót és az ostyepkát, és Pesten a fával együtt értékesítették. A sajtot ekkoriban még a történelmi Magyarország területén állították elő, fontos exportcikkünk volt. Az első világháborút és Trianont követően azonban az ország elvesztette a Felvidéket. Mivel a mai Magyarország területén korábban nem foglalkoztak ostyepka készítésével és maga a készítési mód is ismeretlen volt, ezért a speciális juhsajtokból (az ostyepkából és a parenyicából) hiány keletkezett a magyar piacon. Néhány év elteltével azonban több gazdaság és tejüzem is el kezdett foglalkozni a gyártásával. Kezdetben a termékek minősége ugyan nem ütötte meg a kívánt mértéket, de később ízletes terméket állítottak elő Magyarországon is.

## Külső hivatkozások
- Zakopanei Oscypek Múzeum
- Oscypek angolul

## Fordítás
- Ez a szócikk részben vagy egészben az Oscypek című angol Wikipédia-szócikk ezen változatának fordításán alapul.  Az eredeti cikk szerkesztőit annak laptörténete sorolja fel. Ez a jelzés csupán a megfogalmazás eredetét és a szerzői jogokat jelzi, nem szolgál a cikkben szereplő információk forrásmegjelöléseként.
- Ez a szócikk részben vagy egészben az Oscypek című lengyel Wikipédia-szócikk ezen változatának fordításán alapul.  Az eredeti cikk szerkesztőit annak laptörténete sorolja fel. Ez a jelzés csupán a megfogalmazás eredetét és a szerzői jogokat jelzi, nem szolgál a cikkben szereplő információk forrásmegjelöléseként.